# 8 Марта (Уфа)
8 Ма́рта — посёлок в Ленинском районе Уфы. Входит в микрорайон Кооперативный. Находится у озера Берёзовое.

## Транспорт
- Автобус — № 115
- Троллейбус — № 18;
- Маршрутка — № 297.

## Улицы
- ул. Аграрная
- ул. Артезианская
- ул. Аэродромная
- ул. Башкирская
- ул. Верности
- ул. Вертолетная
- ул. Взлетная
- ул. Воздушная
- ул. Защитников Отечества
- ул. Зеркальная
- ул. Ивовая
- ул. Лунная
- ул. Мастеров
- ул. Молодёжная
- ул. Надежда
- ул. Пляжная
- ул. Полевая
- ул. Сказочная
- ул. Стартовая
- ул. Таганайская
- ул. Тальковая
- ул. Туманная